# Журавель, Евгения Николаевна
Журавель Евгения Николаевна (родилась 6 сентября 1949 года) — депутат Верховного Совета РСФСР в 1990—1993 годах, майор милиции.

## Биография
Родилась в пос. Салтыковка Московской области. В 1965 году после окончания школы поступила в Московский областной педагогический институт имени Н. К. Крупской на факультет «Физика» (с английским языком), с 1969 по 1973 год преподавала в вечерней школе № 1 г. Балашиха. С 1973 по 1983 год работала инспектором детской комнаты милиции № 65-го отделения милиции Москвы, в это же время получила высшее юридическое образование в МГУ им. М. В. Ломоносова, с 1983 по 1990 год являлась сотрудником ВНИИ МВД СССР. Беспартийная.
В 1990 была избрана депутатом Съезда народных депутатов РСФСР, а на съезде – депутатом Верховного Совета РСФСР. Являлась председателем подкомиссии Комиссии Совета Республики Верховного Совета РФ по социальной политике, секретарём Мандатной комиссии Съезда, членом Комитета по вопросам законности, правопорядка и борьбы с преступностью, входила в состав фракции "Беспартийные депутаты" и "Коалиции реформ".
С декабря 1993 по февраль 1994 – начальник отдела кадров аппарата Федерального Собрания Российской Федерации.
Имеет степень кандидата юридических наук.